# Melanagromyza koreatica
Melanagromyza koreatica este o specie de muște din genul Melanagromyza, familia Agromyzidae, descrisă de Cerny în anul 2007. Conform Catalogue of Life specia Melanagromyza koreatica nu are subspecii cunoscute.